# Biomimetica
Biomimetica  of biomimicry is de wetenschap en de techniek van het imiteren van biologische "ideeën" in de natuur, om menselijke toepassingen uit te vinden, te verbeteren of duurzamer te maken. 
Biomimetica maakt gebruik van het biologische resultaat van 3,8 miljard jaar evolutie, waarbij de beste ideeën en aanpassingen overleven. Opvallend daarbij is dat een organisme bijna nooit zijn eigen leefomgeving vervuilt, vergiftigt of onleefbaar maakt. 
Er zijn drie hoofdtakken binnen deze discipline: vorm, materialen en ecosystemen. Nabootsen van vormen kan resulteren in een doeltreffende energie-efficiëntie van de toepassing, zoals in mixers, ventilatoren, windturbines. Onderzoek aan materialen en productieprocessen in de natuur kan veel toxische (neven-)producten uit de huidige industriële processen bannen. Het bestuderen van ecosystemen kan de vervuilende menselijke wegwerp-economie omzetten in een gesloten systeem van recyclage.

## Oorsprong
Het woord biomimetica is samengesteld uit de Griekse woorden "βίον", uitgesproken als "bion", en mimetica en betekent letterlijk 'nabootsen van het leven'.

## Voorbeelden
Enkele voorbeelden van biomimetica zijn: 
- plakband geïnspireerd door gekko's
- energie-efficiënte gebouwen geïnspireerd door termietenheuvels
- antibacteriële oppervlaktes geïnspireerd door rood zeewier
- zelfreinigende materialen gebaseerd op de bladeren van de lotusbloem en de oostindische kers (lotuseffect)
- pigment-vrije verf geïnspireerd door de pauwenstaart

## Bio-geïnspireerde technologieën
Biomimetica kan in principe op veel gebieden worden toegepast. Vanwege de diversiteit en complexiteit van biologische systemen is het aantal eigenschappen dat geïmiteerd zou kunnen worden groot. Biomimetische toepassingen bevinden zich in verschillende stadia van ontwikkeling, van technologieën die commercieel bruikbaar zouden kunnen worden tot prototypes. De wet van Murray, die in conventionele vorm de optimale diameter van bloedvaten bepaalde, is opnieuw afgeleid om eenvoudige vergelijkingen op te stellen voor de diameter van een pijp of buis die een minimaal massatechnisch systeem oplevert.

### Voortbeweging
Het ontwerp van vliegtuigvleugels en vliegtechnieken wordt geïnspireerd door de manier van voortbewegen van vogels en vleermuizen. De aerodynamica van het gestroomlijnde ontwerp van de verbeterde Japanse hogesnelheidstrein Shinkansen 500 Series is gemodelleerd naar de snavel van de ijsvogel.
Biorobots die zijn gebaseerd op de fysiologie en voortbewegingsmethoden van dieren zijn onder andere de BionicKangaroo, die zich voortbeweegt als een kangoeroe, energie bespaart van de ene sprong en deze overbrengt naar zijn volgende sprong; Kamigami Robots, een kinderspeelgoed, bootst de voortbeweging van kakkerlakken na, om snel en efficiënt over binnen- en buitenoppervlakken te rennen, en Pleobot, een op garnalen geïnspireerde robot om metachronaal zwemmen en de ecologische effecten van deze voortbewegingsgang op het milieu te bestuderen.

### Biomimetische architectuur
Levende wezens hebben zich tijdens de evolutie aangepast aan een voortdurend veranderende omgeving door mutatie, recombinatie en selectie. De kerngedachte van de biomimetische filosofie is dat de bewoners van de natuur, waaronder dieren, planten en microben, de meeste ervaring hebben in het oplossen van problemen en al de meest geschikte manieren hebben gevonden om op de planeet Aarde te overleven. Op dezelfde manier zoekt biomimetische architectuur naar oplossingen voor duurzaamheid van gebouwen die aanwezig zijn in de natuur.
De 21e eeuw kent een alomtegenwoordige verspilling van energie, door inefficiënte gebouwontwerpen, en door overmatig energiegebruik tijdens de operationele fase van de levenscyclus. Tegelijkertijd laten recente nieuwe fabricagetechnieken, computationele beeldvorming en simulatiehulpmiddelen nieuwe mogelijkheden zien om de natuur na te bootsen op verschillende architectonische schalen. Hierdoor was er een snelle groei van innovatieve ontwerpbenaderingen en van oplossingen van energieproblemen. Biomimetische architectuur is een  multidisciplinaire benadering van duurzaam ontwerpen, die verder gaat dan het gebruik van de natuur als inspiratie voor de esthetische componenten van de gebouwde vorm. Men probeert de natuur te gebruiken om problemen met het functioneren van het gebouw op te lossen en energie te besparen.

#### Procedures
De biomimetische architectuur kent twee basisprocedures, namelijk de bottom-up benadering (biology push) en de top-down benadering (technology pull). De grens tussen de twee benaderingen is vaag met de mogelijkheid van overgang tussen de twee, afhankelijk van elk individueel geval. Biomimetische architectuur wordt meestal uitgevoerd in interdisciplinaire teams, waarin biologen en andere natuurwetenschappers samenwerken met ingenieurs, materiaalwetenschappers, architecten, ontwerpers, wiskundigen en computerwetenschappers.
Bij de bottom-up benadering is het uitgangspunt een nieuw resultaat uit fundamenteel biologisch onderzoek dat veelbelovend is voor biomimetische implementatie. Bijvoorbeeld de ontwikkeling van een biomimetisch materialensysteem na de kwantitatieve analyse van de mechanische, fysische en chemische eigenschappen van een biologisch systeem.
Bij de top-down benadering wordt gezocht naar biomimetische innovaties voor reeds bestaande ontwikkelingen die met succes op de markt zijn gebracht. De samenwerking richt zich op de verbetering of verdere ontwikkeling van een bestaand product.

#### Voorbeelden
Onderzoekers bestudeerden het vermogen van de termieten om de temperatuur en vochtigheid in hun termietenheuvels in Afrika vrijwel constant te houden ondanks buitentemperaturen die variëren van 1,5 °C tot 40 °C (35 °F tot 104 °F). Onderzoekers scanden eerst een termietenheuvel en maakten 3D-beelden van de structuur van de heuvel, waarop constructies te zien waren die van invloed zouden kunnen zijn op het ontwerp van menselijke gebouwen. Het Eastgate Centre, een middelhoog kantorencomplex in Harare, Zimbabwe, blijft koel via een passieve koelarchitectuur die slechts 10% van de energie van een conventioneel gebouw van dezelfde grootte gebruikt.